# Nabou-Peulh
Pour les articles homonymes, voir Nabou.
Ne doit pas être confondu avec Nabou-Nouni.
Nabou-Peulh est une localité située dans le département de Fara de la province des Balé dans la région de la Boucle du Mouhoun au Burkina Faso.

## Santé et éducation
Le village possède un centre d'alphabétisation.